# Pictograma

Homem a passar na passadeira = Pictograma, Sinal de Informação de azul e triangulo branco = Ideograma.

Um pictograma ou pictógrafo(do latim pictu - pintado + grego γράμμα - carácter, letra) é um símbolo que representa um objeto ou conceito por meio de desenhos figurativos. Pictografia é a forma de escrita pela qual ideias e objetivos são transmitidos através de desenhos. Suas origens na antiguidade são a escrita cuneiforme e dos hieróglifos, mas a sua principal origem na modernidade foi o sistema de representação pictórica internacional desenvolvido em Viena pelo movimento ISOTYPE.
Atualmente, o uso do pictograma tem sido muito frequente na sinalização de locais públicos, na infografia, e em várias representações esquemáticas de diversas peças de design gráfico. Embora os pictogramas pareçam ser absolutamente autoexplicativos e universais, em realidade, eles possuem limitações culturais. Em se tratando de pictogramas de banheiro, onde o sexo é diferenciado por uma representação de uma figura feminina usando uma saia, ocorre problemas de identificação por usuários não ocidentais. Estudos mostraram que homens de culturas em que o uso de saias masculinas é comum, como alguns povos árabes, têm dificuldade em compreender a diferenciação entre sexos em pictogramas ocidentais e orientais.

## Origem do pictograma moderno
O primeiro sistema de representação pictórica internacional foi desenvolvida pelo movimento ISOTYPE, que teve início nos anos de 1922, encabeçado por Otto Neurath, em Viena. Os desenhos dos pictogramas modernos são uma evolução das gravuras de Gerd Arntz que participou do ISOTYPE trabalhando para Otto Neurath. 
Em 1964, Masaru Katsumi criou os pictogramas dos olimpíadas de Tóquio, um dos primeiros sistemas de pictogramas influenciados pelo ISOTYPE aplicados à sinalização.
Em 1972, o designer alemão Otl Aicher criou os pictogramas dos olimpíadas da Alemanha de 1972, que também tiveram um impacto na forma estética da sinalização pública.
Em 1976, o American Institute of Graphic Arts criou, para o departamento de transporte norte-americano, um sistema de sinalização pictográfico que se tornou o padrão internacional no uso de pictogramas.
Um exemplo de forma como o pictograma tem se modificado são os Poptogramas (2004) do designer brasileiro Daniel Motta que uniu, com humor, a linguagem do pop art com a dos pictogramas, provavelmente influenciado pelo trabalho de Keith Haring.

### Gráfico de Pictograma
O gráfico de pictograma é um gráfico que pois símbolos em vez de valores. Ele foi um modo de representar por meio de simbolos pictorias. Também utilizado em cálculos matemático.

## Pictogramas nos Jogos Olímpicos e Paralímpicos

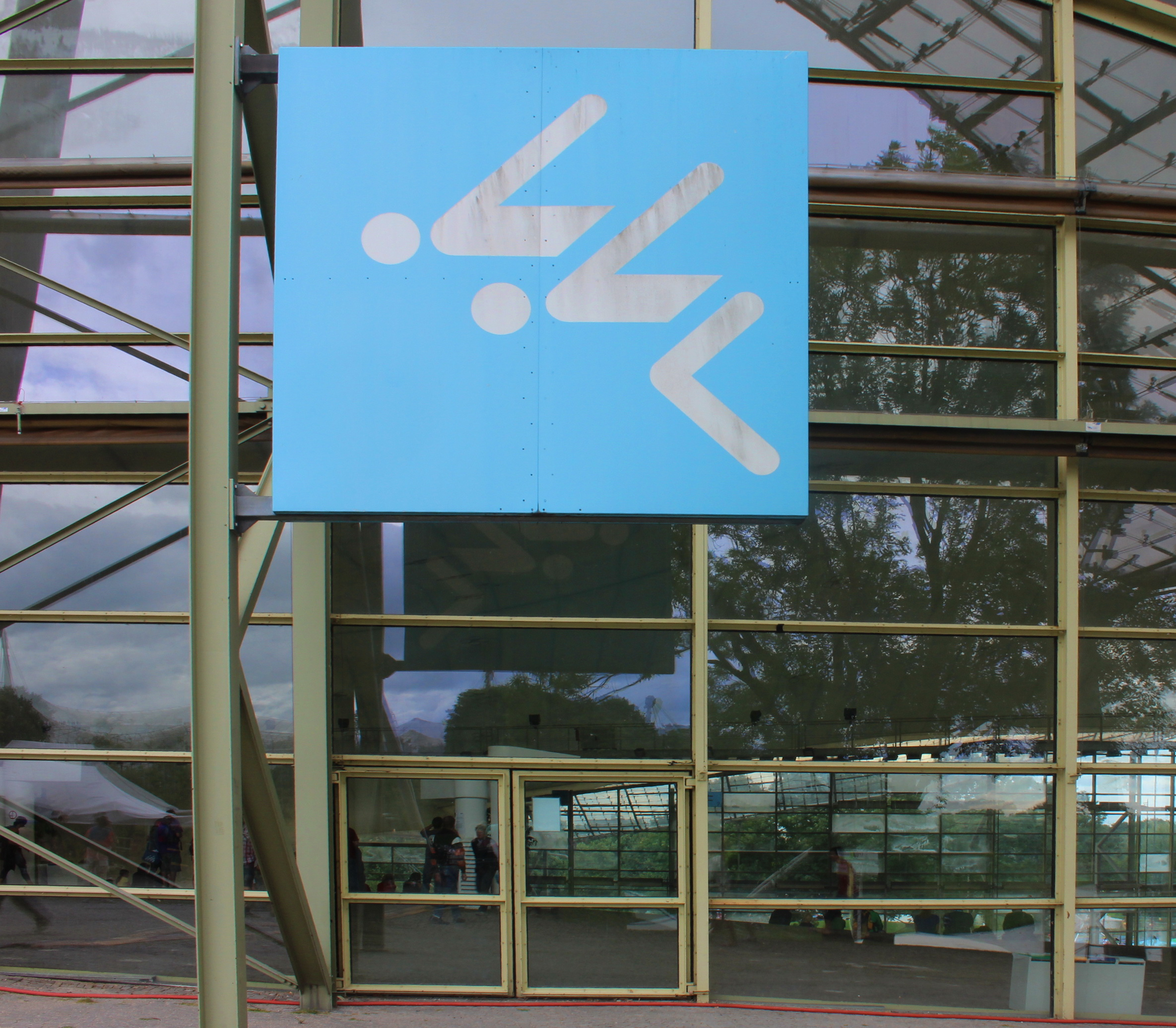
Pictograma representando as competições de natação dos Jogos Olímpicos de Munique, 1972.

Nos Jogos Olímpicos, os pictogramas são símbolos que identificam cada modalidade que é disputada nos eventos. A primeira tentativa de criação de pictogramas olímpicos foi em Berlim, 1936.
É por isso que algumas fontes, como o GloboEsporte.com, por exemplo, consideram que o primeiro conjunto de pictogramas olímpico surgiu em 1948, nos Jogos de Londres. Porém, segundo Carlos Rosa, no livro Pictografia Olímpica: história e estilo gráfico, nestas Olimpíadas "as modalidades olímpicas foram representadas por um sistema de símbolos, que jamais poderiam ser apelidados de pictogramas. O resultado do sistema de símbolos criado, foi um tanto antiquado e apresentava-se muito desajeitado onde se percebia uma clara influência tradicional e religiosa. Surgiam no interior de um escudo conotando-se com uma espécie de brasão de armas, uma alusão à tradição medieval anglicana".
Em 1964, em Tóquio, no Japão, pela primeira vez um conjunto de pictogramas foi apresentado, não apenas para identificar os esportes, mas também para alertar sobre instalações e serviços. Em Munique 1972, eles receberam as primeiras cores e traços marcantes.
Já nos Jogos Paralímpicos, em 2016 foi a primeira vez que os eventos paralímpicos foram contemplados com pictogramas.